# 但田裕介
但田 裕介（たじた ゆうすけ、1951年4月27日 - ）は、東京都小平市花小金井出身の元プロ野球選手。ポジションは投手。

## 来歴・人物
堀越高等学校では、エース、五番打者として活躍。2年生の時、1968年秋季東京大会決勝に進出。この試合では日体荏原高に敗退するが、翌1969年春の選抜にチーム初出場を決める。大会では準々決勝で山本功児、淡口憲治のいた三田学園を降し、準決勝では博多工の岩崎清隆と投げ合い完封勝利。しかし決勝では三重高の上西博昭に抑えられ大敗、準優勝にとどまった。同年春季関東大会でも決勝でエース柴崎孝夫（日本石油）を擁する取手一高に延長11回サヨナラ勝ち、優勝を飾る。夏の甲子園都予選は準決勝で日大一高の保坂英二、小山良春（日大－三協精機）と投げ合うが9回逆転負け。
1969年のドラフトに阪神から3位指名され入団。しかし一軍公式戦の出場はなく、1972年限りで引退。

## 詳細情報

### 年度別投手成績
- 一軍公式戦出場なし

### 背番号
- 35 （1970年）
- 50 （1971年 - 1972年）